# Gilbert de Chambrun
Gilbert Pineton de Chambrun, né le 2 novembre 1909 à Paris et mort le 21 décembre 2009 à Marvejols en Lozère, est un résistant, diplomate et homme politique français.

## Biographie
Gilbert, Pierre, Charles, Emmanuel Pineton de Chambrun est le fils de Pierre de Chambrun, homme politique français. Dans l'ascendance de cette famille calviniste figurent le poète Théodore Agrippa d'Aubigné et le marquis de La Fayette.
Après des études au lycée Janson-de-Sailly, une licence de droit et un diplôme de l'École libre des sciences politiques Gilbert de Chambrun entre en diplomatie, travaille à l'ambassade de France au Vatican. Mobilisé, il fait partie en 1940 des soldats évacués de la poche de Dunkerque.
Entré dans la Résistance durant l'été 1941, après avoir fait le choix de rester en Lozère, il devient l'un des responsables du mouvement Combat et participe au projet NAP. Membre de l'armée secrète, chef des FFI pour le Languedoc-Roussillon, il préside le comité régional de Libération sans toujours parvenir à endiguer une épuration violente. Commandant du 81e régiment d'infanterie de l'armée du général de Lattre de Tassigny, avec le grade de colonel, il est emprisonné six semaines au printemps 1945 pour avoir refusé de rejoindre son administration d'origine, préférant rester dans l'armée. Il est cependant libéré avec la reconnaissance de son engagement militaire par le grade de commandant de réserve.
Après sa démobilisation, il est élu député aux assemblées constituantes (1945-1946), puis député de la Lozère, de 1946 à janvier 1956, siégeant d'abord avec les Républicains et résistants, puis dans le groupe des Républicains progressistes (apparenté communiste).
Il est alors l'unique parlementaire ayant appartenu jusqu'en 1950 à la petite Union des chrétiens progressistes. il sera également le vice-président du Mouvement pour la paix. Comme parlementaire, il s'oppose à la guerre d'Indochine, au Pacte Atlantique, et aux créations de la CECA et de la CED.
En 1953, il est élu maire de Marvejols.
En 1956, bien que sa liste obtienne à peu près le même résultat qu'aux scrutins précédents (33 % contre 35 % en 1951), le jeu des apparentements lui fait perdre son siège.
Il retourne alors au Quai d'Orsay où il exerce les fonctions de conseiller d'ambassade, ministre plénipotentiaire puis de directeur des Conventions administratives et des Affaires consulaires.
Pendant cette période, il conserve son mandat de maire jusqu'en 1965, puis de nouveau de 1971 à 1983.
Gilbert de Chambrun est décédé à Marvejols (Lozère), le 21 décembre 2009. Il venait de fêter ses 100 ans.

## Décorations
- Commandeur de la Légion d'honneur
- Croix de guerre 1939–1945
- Médaille de la Résistance française avec rosette par décret du 25 avril 1946[5]

## Mandats
- Député (progressiste) de la Lozère (1945-1955)
- Maire de Marvejols (1953-1965 et 1971-1983)

## Œuvres
- Journal d'un militaire d'occasion, Éd. Aubanel, 1982 -  (ISBN 2-7006-0098-3)
- Le Retour de la Bête, Éd. Bartillat, 1991. Dans ce roman, il s'inspire d'un fait divers de l'histoire de son département : la Bête du Gévaudan.
- Il est également l'auteur de pièces de théâtre.